# Atlanta (mollusque)
Pour les articles homonymes, voir Atlanta (homonymie).
Genre
Synonymes
- Coelodiscopsis F. Nordsieck & Garcia-Talavera, 1979
- Helicophlegma d'Orbigny, 1835
- Ladas Cantraine, 1841
- Steira Eschscholtz, 1825[1]

Atlanta est un genre de mollusques gastéropodes de la famille des Atlantidae. L'espèce-type est Atlanta peronii.

## Liste d'espèces
Selon World Register of Marine Species (29 octobre 2017) :
- Atlanta ariejansseni Wall-Palmer, Burridge & Peijnenburg, 2016
- Atlanta brunnea J.E. Gray, 1850
- Atlanta californiensis Seapy & Richter, 1993
- Atlanta echinogyra Richter, 1972
- Atlanta fragilis Richter, 1993
- Atlanta frontieri Richter, 1993
- Atlanta gaudichaudi Gray, 1850
- Atlanta gibbosa Souleyet, 1852
- Atlanta helicinoidea J.E. Gray, 1850
- Atlanta inclinata J.E. Gray, 1850
- Atlanta inflata J.E. Gray, 1850
- Atlanta lesueurii J.E. Gray, 1850
- Atlanta meteori Richter, 1972
- Atlanta oligogyra Tesch, 1906
- Atlanta peresi Frontier, 1966
- Atlanta peronii Lesueur, 1817
- Atlanta plana Richter, 1972
- Atlanta pulchella A. E. Verrill, 1884
- Atlanta rosea Gray, 1850
- Atlanta selvagensis de Vera & Seapy, 2006
- Atlanta tokiokai van der Spoel & Troost, 1972
- Atlanta turriculata d'Orbigny, 1836